# Premis Cóndor de Plata 1945
Els guanyadors dels Premis Cóndor de Plata 1945 que van ser lliurats en la cerimònia realitzada el 4 de gener de 1945 a la ciutat de Buenos Aires són els següents:

## Guanyadors
- Millor pel·lícula: Su mejor alumno de Lucas Demare[1]
- Millor actor: Enrique Muiño per Su mejor alumno
- Millor Actor Còmic: Pepe Iglesias per Mi novia es un fantasma
- Millor actriu: Mirtha Legrand per La pequeña señora de Pérez[2]
- Millor director: Su mejor alumno per Lucas Demare
- Millor actor de repartiment: Sebastián Chiola per El muerto falta a la cita
- Millor actriu de repartiment: Elsa O'Connor per El deseo
- Millor guió original: Roberto Talice i Eliseo Montaine  per Centauros del pasado
- Millor guió adaptat: Ulyses Petit de Murat i Homero Manzi per Su mejor alumno
- Millor fotografia: Adolfo W. Slazy per Pachamama
- Millor so: Mario Fezia por Veinticuatro horas en la vida de una mujer
- Millor música: Alejandro Gutiérrez del Barrio per Pachamama
- Millor Càmera: Humberto Peruzzi per Su mejor alumno
- Millor escenografia: Gregorio López Naguil per La casta Susana
- Millor pel·lícula estrangera: Going My Way  de Leo McCarey, Estats Units